# Yanomamö
Le yanomamö (autonyme : yanomamɨ), est une des langues yanomami parlée par les Yanomami au Venezuela et au Brésil.

## Nom
Selon le contexte et les locuteurs, il peut également être appelé cobari kobali, cobariwa, guaharibo, guaica, guajaribo, ianomami, shamatari, yanoama, yanoamae, yanoamï, yanomame, yanomami, yanomamï au Venezuela et guaharibo, guaica, shaathari, shamatri, yanomae, yanomam, yanomami au Brésil.

## Utilisation
Le yanomamö est parlé par 16 200 personnes, dont :
- 12 200 au Venezuela en 2012, principalement dans l'État d'Amazonas (le long de l'Orénoque et du río Mavaca (en)). Il est reconnu par l'article 4 de la loi vénézuélienne sur les langues indigènes de 2008 ;
- 4 000 au Brésil en 2006 (la plupart étant monolingues), principalement dans les États d'Amazonas et du Roraima (affluents supérieurs du Rio Negro, le long de la frontière avec le Venezuela).

## Caractéristiques
Le yanomamö fait partie des langues yanomami,.

### Dialectes
Il possède plusieurs dialectes :
Ethnologue recense le yanomami oriental (rio Parima (en)) et le yanomami occidental (río Padamo-Orénoque), tandis que Glottolog cite le yanomami occidental-f, le yanomami occidental du Nord et le yanomami occidental du Sud.

### Écriture
Le yanomamö est écrit avec différente orthographe utilisant l’alphabet latin.
| a | ą | ä | ą̈ | b | c/qu | d | e | ę | i | į | j | ’ | m | n | o | ǫ | ö | ǫ̈ | r | s | sh | t | u | ų | w | y |

Dans l’orthographe de Barker, la nasalisation est indiquée avec l’ogonek sous la lettre de voyelle. Certains auteurs, dont Napoleon Chagnon on plutôt utilisé la cédille ou la virgule souscrite.
| a | ë | e | f | h | i | ɨ | k | m | n | o | p | r | s | sh | t | tʰ | u | w | y |

Dans l’orthographe de Lizot, la nasalisation est indiquée avec le tilde sur la lettre de voyelle.

### Sons
Le yanomamö utilise 12 consonnes et 7 voyelles.
| h | j | k  | m | n | p |
| s | t | tʰ | w | ɾ | ʃ |

| a | e | i | o | u | ə | ɨ |